# Північно-центральний регіон Болгарії
Північно-центральний регіон (болг. Северен-Централен регион) — один з шести регіонів Болгарії. Розташований в центрі північної частини країни. Центр — місто Русе.
| Болгарія | Це незавершена стаття з географії Болгарії. Ви можете допомогти проєкту, виправивши або дописавши її. |